# 555電池
555电池，又稱三个五电池或虎头电池，是中华人民共和国广东省广州市的一家国营企业，於1928年成立，总部位於海珠区工业大道北132号，主營產品為干电池。

## 歷史
1928年，电池厂正式成立，當時名叫兴华电池厂。 1968年，广州49间电池厂合并成一间工厂后，正式定名為广州电池厂。1984年，广州电池厂成为中国大陆电池行业裡面，第一间有自己经营进出口业务权的企业。过了2年，又在香港成立高力电池。 1988年组建555电池集团。1992年，成立广州市电池工贸企业集团。1999年，广州电池厂與广州番枧厂合资組建广州电池有限公司。第二年又與广州市轻工业品电器进出口公司的电池科合并，成为虎头电池集团有限公司。
虽然企业本身名為虎头电池，但555电池或555已经深入民心，好多广州本地人都用「555电池」指代該公司。

## 外部鏈接
- 官方网站